# Quickhull
Quickhull – algorytm dziel i zwyciężaj z dziedziny geometrii obliczeniowej, który wyznacza otoczkę wypukłą zbioru punktów umieszczonych w przestrzeni o dowolnej liczbie wymiarów (dwa, trzy i więcej). Algorytm jest wzorowany na metodzie sortowania szybkiego (ang. quicksort) i podobnie charakteryzuje go średnia złożoność {\displaystyle O(n\log n),} natomiast pesymistyczna {\displaystyle O(n^{2}).}
Algorytm został niezależnie odkryty przez Williama Eddy’ego (1977) i Alexa Bykata (1978) oraz Greena i Silvermana (1979).

## Algorytm na płaszczyźnie
Przygotowanie danych:
1. Znajdź w zbiorze punktów dwa skrajne punkty o minimalnej i maksymalnej współrzędnej x ({\displaystyle A} i {\displaystyle B}).
2. Podziel zbiór punktów na dwa podzbiory S1 i S2 znajdujące się nad i pod prostą {\displaystyle AB.}
3. Wywołaj rekurencyjnie QuickHull(A, B, S1) i QuickHull(B, A, S2).

Zamiast wyznaczać dwa skrajne punkty, można uwzględnić trzy lub cztery skrajne, otrzymując odpowiednio trójkąt lub czworokąt wypukły i od razu odrzucić wszystkie punkty należące do wnętrza figur. Wówczas procedurę QuickHull należy wywołać dla każdego boku figury, uprzednio dzieląc odpowiednio zbiór punktów.
Procedura QuickHull jako argumenty przyjmuje dwa punkty {\displaystyle A} i {\displaystyle B} wyznaczające prostą oraz zbiór {\displaystyle P} rozpatrywanych punktów:
- Jeśli {\displaystyle P} jest pusty – koniec.
- Jeśli {\displaystyle P} ma jeden element, ten punkt należy do otoczki – koniec.
- W przeciwnym razie:
  1. Znajdź w {\displaystyle P} punkt {\displaystyle C} najbardziej oddalony od prostej {\displaystyle AB.} Ten punkt należy do otoczki wypukłej.
  2. Odrzuć wszystkie punkty z wnętrza trójkąta {\displaystyle ABC,} nie mogą należeć do otoczki.

  3. Znajdź zbiór S1 punktów znajdujących się po prawej stronie prostej {\displaystyle AC} oraz analogiczny zbiór S2 dla prostej {\displaystyle BC.} (Stronę określa znak równania ogólnego prostej).

  4. Wywołaj rekurencyjnie QuickHull(A, C, S1) oraz QuickHull(B, C, S2).

### Pseudokod
```
procedure
 
otoczka
(
punkty
)

	
begin

		
A
 
:=
 
skrajny
 
lewy
 
punkt

		
B
 
:=
 
skrajny
 
prawy
 
punkt

		
s1
 
:=
 
zbi
ó
r
 
punkt
ó
w
 
po
 
prawej
 
stronie
 
AB

		
s2
 
:=
 
zbi
ó
r
 
punkt
ó
w
 
po
 
lewej
 
stronie
 
AB

		
return
 
[
A
]
 
+
 
QuickHull
(
A
,
 
B
,
 
s1
)
 
+
 
[
B
]
 
+
 
QuickHull
(
B
,
 
A
,
 
s2
)
;

	
end
;

procedure
 
QuickHull
(
A
,
 
B
,
 
punkty
)

	
begin

		
C
 
:=
 
najbardziej
 
odleg
ł
y
 
punkt
 
od
 
prostej
 
AB

		
s1
 
:=
 
zbi
ó
r
 
punkt
ó
w
 
znajduj
ą
cych
 
si
ę
 
na
 
prawo
 
od
 
prostej
 
AC

		
s2
 
:=
 
zbi
ó
r
 
punkt
ó
w
 
znajduj
ą
cych
 
si
ę
 
na
 
prawo
 
od
 
prostej
 
CB

		
return
 
QuickHull
(
A
,
 
C
,
 
s1
)
 
+
 
[
C
]
 
+
 
QuickHull
(
C
,
 
B
,
 
s2
)
;

	
end
;

```